# Järna
Järna ist ein Ort (tätort) in der schwedischen Provinz Stockholms län und der historischen Provinz Södermanland. Er gehört zur Gemeinde Södertälje und liegt gut zehn Kilometer südlich des Zentralorts Södertälje.

## Geschichte
Järna wurde 1952 durch die Zusammenlegung von Vårdinge, Överjärna und Ytterjärna zur selbständigen Gemeinde. 1971 wurde es in die Gemeinde Södertälje eingegliedert. Seit 1989 besitzt Järna wieder eine gewisse Selbstverwaltung durch das Kommundelskontor (etwa „Gemeindeteilverwaltungsbüro“).

## Wirtschaft
In Järna gibt es etwa 2900 Arbeitsplätze. Genau so viele Berufstätige pendeln nach Södertälje und Stockholm. Fast 2000 der Arbeitsplätze gehören zu etwa 100 verschiedenen anthroposophischen Unternehmen und Einrichtungen. Andere große Arbeitgeber sind Cerealia Foods und Fläktwoods.

## Bevölkerung
| Ortsteile  | Gesamt | Männer | Frauen |
| ---------- | ------ | ------ | ------ |
| Överjärna  | 7.454  | 3.707  | 3.747  |
| Ytterjärna | 871    | 427    | 444    |

| Ursprungsland | Personen | prozentualer Anteil |
| ------------- | -------- | ------------------- |
| Finnland      | 558      | 7 %                 |
| Deutschland   | 314      | 4 %                 |
| Norwegen      | 102      | 1 %                 |
| Dänemark      | 90       | 1 %                 |
| Estland       | 42       | 0,5 %               |
| andere Länder | 465      | 6 %                 |

20 % der Einwohner Järnas haben einen nichtschwedischen Hintergrund. Im Unterschied zu Södertälje stammen die meisten Einwanderer aus Finnland, Deutschland, Norwegen, Dänemark oder Österreich. Etwa die Hälfte der Bevölkerung wohnt in Einfamilienhäusern.

## Bildung
Fast alle Schulen in Järna sind Freischulen; dazu gehören Waldorfschulen, Montessorischulen und drei freie Gymnasien.

## Sehenswürdigkeiten

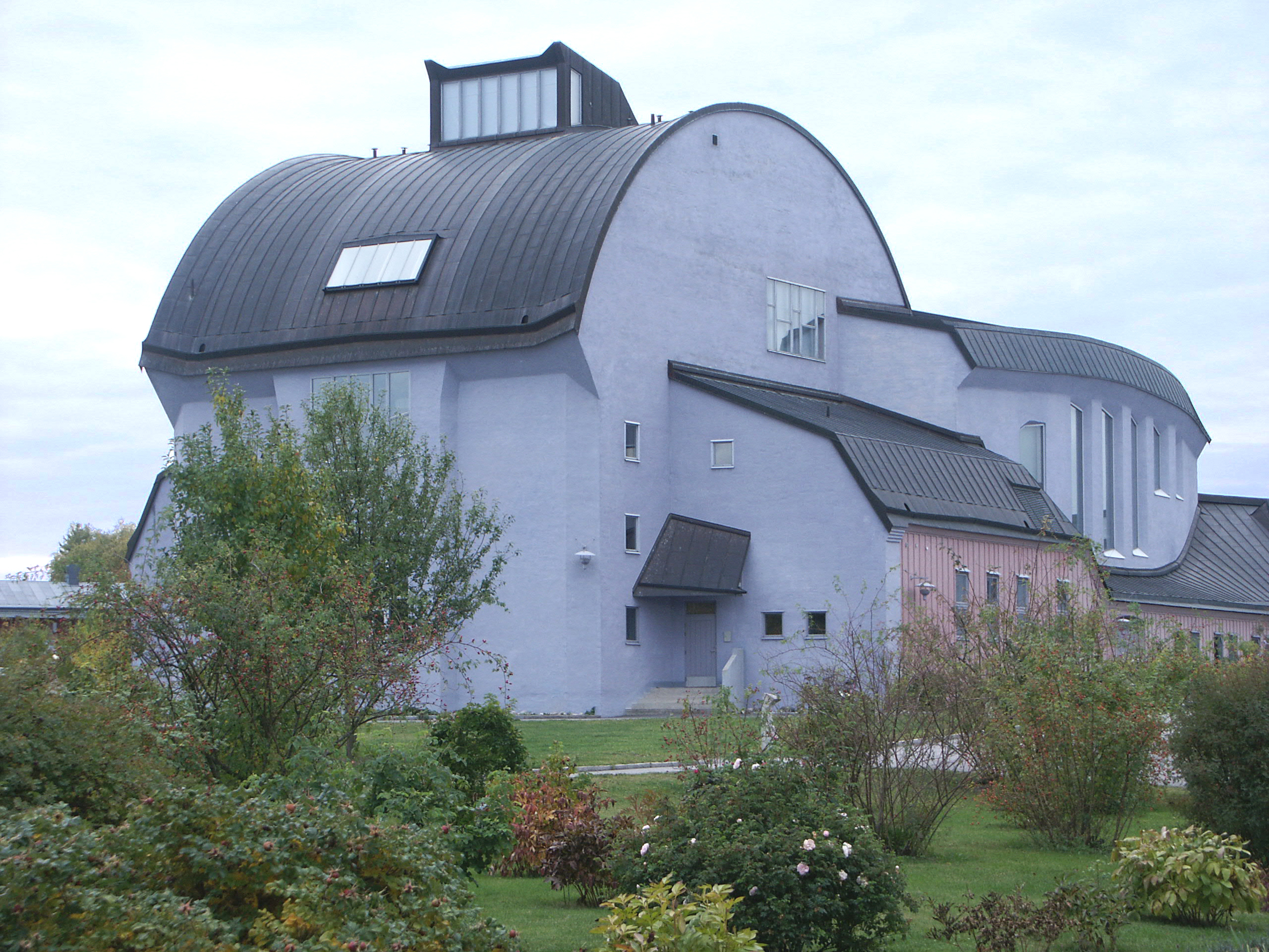
Kulturzentrum Kulturhuset i Ytterjärna

Sehenswert ist das 1992 eingeweihte Kulturzentrum Kulturhuset i Ytterjärna des Architekten Erik Asmussen. Es wurde 2001 für seine Architektur ausgezeichnet.

## Persönlichkeiten

### Söhne und Töchter der Stadt
- Marit Laurin (1904–1988), Anthroposophin, Übersetzerin und Nachdichterin
- Rebecka Hemse (* 1975), Schauspielerin
- Mats Larsson (* 1980), Skilangläufer
- Anton Wigg (* 1987), Pokerspieler

### Mit Järna verbundene Persönlichkeiten
Von 1956 bis 1957 arbeitete Saul Friedländer als Krankenpfleger in Järna.